# Витамин Б6
Витамин Б6 је витамин из такозваног Б комплекса витамина.